# Vassurány
Vassurány is een plaats (község) en gemeente in het Hongaarse comitaat Vas. Vassurány telt 894 inwoners (2001).